# Báč
Báč (in ungherese Bacsfa) è un comune della Slovacchia facente parte del distretto di Dunajská Streda, nella regione di Trnava.